# Медаль «1 марта 1881 года»
Медаль «1 марта 1881 года» — памятная медаль, государственная награда Российской империи. Учреждена в связи с покушением 1 марта 1881 года, в результате которого Александр II погиб.

## Основные сведения
Медаль «1 марта 1881 года» — медаль Российской империи для награждения лиц, присутствовавших при покушении на Александра II. Учреждена 12 (24) марта 1881 года по указу императора Александра III. Серебряные медали в количестве 200 штук были отчеканены на Санкт-Петербургском монетном дворе и к 28 апреля (10 мая) переданы в Военное министерство, 30 апреля (12 мая) были одобрены Александром III по представлению военного министра Милютина. 28 мая (9 июня) 1881 года переданы в Главный штаб вооружённых сил для дальнейшего вручения.

## Порядок вручения
Медали выдавали целому ряду лиц, так или иначе связанных с трагическими событиями 1 (13) марта 1881 года, по спискам, утверждавшимся Александром III. Согласно предложению брата Александра II — Главнокомандующего на Кавказе великого князя Михаила Николаевича, первоначально было награждено 140 человек:
- Всем казакам конвоя, сопровождавшим Александра II во время покушения (Мачнев, Алейников, Луценков, Сагеев, Пожаров, Фёдоров — 6 человек[~ 1]);
- Всем известным свидетелям, очевидцам и раненым во время взрыва (56 человек, в том числе одна женщина, солдатка Евдокия Давыдова, раненная в правую руку);
- Некоторым матросам 8-го флотского экипажа (48 человек) и юнкерам 1-го военного Павловского училища (26 человек);
- Некоторым чинам охранной стражи его императорского величества (4 человека);

Впоследствии медали были вручены также:
- Медицинским работникам, пытавшимся спасти жизнь Александра II, в частности, лейб-медикам С. П. Боткину, Н. А. Круглевскому, Е. А. Головину, Е. И. Богдановскому.
- Юнкеру Александру Кайтову и казаку Фоме Иничкину, конвоировавшим арестованного народовольца Рысакова.
- Другим лицам, которые по тем или иным причинам были признаны достойными данной медали[2][3].

## Описание медали
Медаль сделана из серебра. Диаметр 28 мм. На лицевой стороне медали изображён витиеватый вензель Александра II, увенчанный большой императорской короной. На оборотной стороне медали в центре в две строчки расположена дата: «1.МАРТА 1881.ГОДА».

## Порядок ношения
Медаль имела ушко для крепления к колодке или ленте. Носить медаль следовало на груди. Лента медали — уникальная комбинированная Андреевско-Александровская, не использовавшаяся для других медалей.

## Комментарии
1. ↑  В сентябре 1881 года они были также награждены «черногорскими серебряными медалями с надписью: „За храбрость“, для ношения на груди»[2].